# 戚邦汉
戚邦汉（1937年5月—2015年3月6日），安徽泗县人，中华人民共和国政治人物。
曾经供职于安徽省公安厅三处，下放怀远县城北公社，安徽省劳改局，后担任安徽省公安厅副厅长、安徽省司法厅厅长、升任安徽省人大常委会委员、安徽法制工作委员会副主任等职，2003年4月退休。2015年3月去世。